# هاري وايت (لاعب كريكت)
هاري وايت (19 فبراير 1995 في المملكة المتحدة - ) (بالإنجليزية: Harry White)‏ هو لاعب كريكت بريطاني. لعب مع نادي مقاطعة ديربيشاير للكريكت ‏.

## وصلات خارجية
- هاري وايت على موقع إي آس بي آن كريك إنفو (الإنجليزية)